# 宮田町停留場
宮田町停留場（みやたちょうていりゅうじょう）は、愛媛県松山市宮田町にある伊予鉄道大手町線の停留場である。停留所番号は06。
市内電車（松山市内線）の1号線・2号線が使用する。

## 歴史
- 1967年（昭和42年）2月1日 - 大手町線の古町 - 国鉄駅前（現・JR松山駅前）間に新設開業[2]。

## 構造
線路は1線であるが、プラットホームは両側にある（相対式2面1線）。JR松山駅前方面から最初の専用軌道上の停留場になるが、JR松山駅前側ホーム端がちょうど併用軌道との境目に位置する。

### のりば
| ホーム | 路線   | 行先                     |
| ------ | ------ | ------------------------ |
| 1      | ■1号線 | 木屋町・赤十字病院前方面 |
| 2      | ■2号線 | JR松山駅前・松山市駅方面 |

## 周辺
- フジグラン松山
- エディオン松山本店
- 松山地方合同庁舎
  - 松山地方法務局
  - 中国四国農政局 愛媛県拠点
  - 高松出入国在留管理局 松山出張所
- 四国総合通信局
- 愛媛銀行松山駅前支店
- ブックオフ・ハードオフ松山駅前店
- 愛媛トヨタ自動車本社・本店
- 愛媛ダイハツ本社
- 宮田町バス停

## 隣の停留場
伊予鉄道
大手町線
JR松山駅前停留場 (07) - 宮田町停留場 (06) - 古町駅 (05)